# 32033 Arjunkapoor
2000 JV16 (asteroide 32033) é um asteroide da cintura principal. Possui uma excentricidade de 0.13457500 e uma inclinação de 2.40545º.
Este asteroide foi descoberto no dia 9 de maio de 2000 por LINEAR em Socorro.